# El silencio de otros
El silencio de otros es un documental español de 2018, dirigido por Almudena Carracedo y Robert Bahar, que retrata la lucha silenciada de las víctimas de la dictadura de Francisco Franco. Desde su estreno, ha recibido muchos premios y nominaciones en certámenes de cine nacionales e internacionales, entre los que destacan el premio del Público en la sección Panorama y el Premio Cine por la Paz en la Berlinale 2018, el premio Goya, el premio Platino y el premio Forqué a la mejor película documental, y el Gran Premio del Jurado en el Sheffield Doc Fest. El silencio de otros fue preseleccionada para los premios Óscar en la categoría de Mejor Documental y nominada a los European Film Awards. En 2020, el documental recibió dos premios Emmy, uno al mejor documental y otro al mejor documental político. La película fue criticada por exagerar los resultados de las exhumaciones mediante escenas falsas y por ocultar las hazañas políticas de los asesinados como sindicalistas, comunistas, socialistas, anarquistas, republicanos, liberales o activistas de los derechos de la mujer, fomentando el victimismo.

## Sinopsis

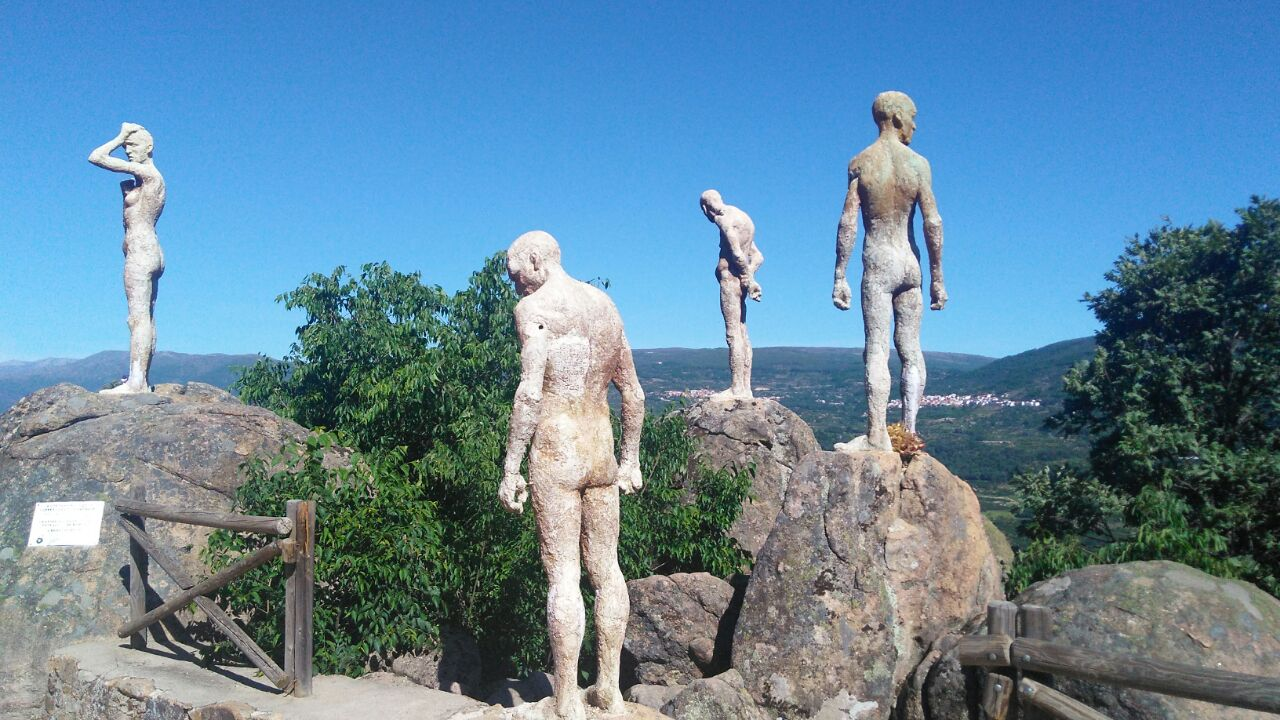
Imagen del Mirador de la Memoria en El Torno (Cáceres), del artista Francisco Cedenilla Carrasco.

La película, filmada a lo largo de seis años con un estilo de cine directo e intimista, acompaña a víctimas y supervivientes del régimen franquista involucrados en la denominada “Querella Argentina” que se puso en marcha el 14 de abril de 2010 ante los tribunales de justicia de Argentina. El objetivo de esta acción legal era conseguir que se investigara los crímenes de lesa humanidad cometidos por los integrantes de la dictadura franquista, se identificara a sus responsables y se los sancionara penalmente.
Amparados en la legislación internacional de la ONU sobre Justicia Universal, las víctimas del franquismo presentamos en el Juzgado Nacional en lo Criminal y Correccional Federal Nro. 1, de Buenos Aires, República Argentina, a cargo de la Jueza María Servini de Cubría, la Querella 4591/2010, nominada “N.N. por genocidio y/o crímenes de lesa humanidad cometidos en España por la dictadura franquista entre el 17 de julio de 1936, comienzo del golpe cívico militar, y el 15 de junio de 1977, fecha de celebración de las primeras elecciones democráticas”.
La película acompaña a víctimas supervivientes del régimen franquista en su proceso de búsqueda de justicia, como María Martín López, Ascensión Mendieta o Chato Galante, entre otros. La directora y el director entrevistan a personas que no han podido localizar a sus difuntos asesinados, deseando darles sepultura; también a mujeres cuyos hijos recién nacidos les fueron arrebatados, para terminar con aquellos que protestaban ante la dictadura y fueron torturados. En todos los casos se ponen nombres, rostros y lágrimas a todas estas personas. El documental, producido en asociación con El Deseo de Esther García Rodríguez y Agustín y Pedro Almodóvar, cuenta la búsqueda de estas miles de personas desaparecidas durante la época de Franco y la lucha contra el olvido de quienes todavía siguen reclamando justicia para sus familiares.

## Recepción y crítica
El silencio de otros ha sido bien recibida tanto por el público como por la crítica cinematográfica, convirtiéndose en la película con la tercera mejor media por copia en la semana de su estreno en cines en España, el 16 de noviembre de 2018, y recibiendo más de 30 premios a nivel nacional e internacional (ver Premios y nominaciones) desde su estreno en la Berlinale en febrero de 2018, incluyendo el Premio del Público y el Premio del Cine por la Paz en la Berlinale 2018. Además de ganar el Goya, el Forqué y el Platino, fue uno de los cinco documentales nominados a Mejor Documental Europeo en los Premios del Cine Europeo (EFA). La Academia de Hollywood también ha reconocido a El silencio de otros, siendo uno de los quince documentales preseleccionados en la shortlist que optó a la nominación a Mejor Documental en la 91 edición de los Premios Oscar.
La prensa se hizo eco de la película desde su estreno en la Berlinale, destacando que El silencio de otros “recuerda a las miles de víctimas de la dictadura que aún luchan porque se haga justicia” (El País) y el “doble premio a la memoria histórica” (El Mundo). Según el crítico Carlos Boyero, se trata de una actual historia de la infamia, y celebra que tantas víctimas narren delante de la cámara el sufrimiento y las torturas a las que fueron sometidas y que ello pueda servir para conseguir justicia. Carlos Loureda escribe para Fotogramas que El silencio de otros es “el documental más necesario de los últimos 80 años en España” y la revista Cinemanía consideraba el documental “sobrecogedor y clarividente”.
La prensa y crítica internacional ha sido también unánime, con destacados medios internacionales como Le Monde, The Hollywood Reporter, The Guardian, O'Globo, The New Yorker, ScreenDaily, o Democracy Now!, entre otros, resaltando lo impactante y necesario del documental y la rigurosidad y tacto con el que se trata el tema. Según ScreenDaily, “El silencio de otros emerge como un emocionante homenaje a las pequeñas victorias de las y los individuos con determinación”; The Hollywood Reporter destaca que se trata de “un documental emocionante... una historia muy necesaria, contada con rigor y convicción”; mientras que el diario Le Monde resaltaba “la fuerza dramática de la narración” y Film Inquiry la situaba estilísticamente entre Nostalgia de la Luz y The Act of Killing. Los Angeles Times alababa el estilo del documental: "Carracedo y Bahar sabiamente mantienen la cámara explorando y enfocándose en las caras apasionadas de sus sujetos, permitiendo que sus desgarradores testimonios sean el centro de atención". Ben Kenigsberg del The New York Times resalta del mismo modo que la película “sobrecoge al mostrar cómo los vestigios de la era de Franco han persistido en España” aunque apunta que "el documental podría exponer la complejidad de la querella internacional con más claridad. Una cosa son los procedimientos de extradición, pero la película es más confusa a la hora de explicar cómo una jueza argentina logra expedir una orden de exhumación en España.” El periodista de The Nation, Stuart Klawans, se refería al film como “un thriller lúcido, perspicaz y artístico” y destacaba que “muchas veces he cuestionado la idea de que las películas pueden cambiar el mundo - incluso me he reído - por ello tengo la obligación de mencionar El silencio de otros (...) Ha conseguido un cambio en el mundo."
El periodista Willy Veleta, en un artículo de opinión titulado Tres errores de 'El silencio de otros', considera que el documental contiene tres fallos argumentales. El propio medio publicó debajo del artículo una réplica de los directores refutando punto a punto cada supuesto error y demostrando que los puntos eran incorrectos. El periodista Javier Padilla basó su artículo 'Las mentiras de El silencio de otros' en esos tres supuestos "errores", en el que también opinaba que el documental "no distingue entre asuntos que merecen tratamientos diferenciados. Mete en el mismo saco los asesinatos y torturas de la posguerra, los crímenes del último franquismo, los cambios de nombres de las calles, el secuestro de bebés, Billy el Niño y las fosas comunes." El crítico de cine Miguel Martín Maestre consideraba en un artículo de opinión titulado El Cine Impostor. El silencio de otros para la revista Último Cero que la película embellecía y ficcionaba algunos aspectos para hacerla emotiva y sensiblera. Aitana Vargas, bisnieta de una de las víctimas, publicó en la plataforma online Medium un texto dirigido al editor de la revista semanal The New Yorker en respuesta a un artículo publicado sobre la película en dicho medio al considerar que la información incluida y relacionada con la exhumación de su bisabuelo era incompleta e insuficiente, aunque resaltaba que apreciaba el trabajo realizado por los directores de El silencio de otros.
La película ha sido ampliamente apoyada por sus protagonistas, asociaciones de memoria histórica, querellantes, víctimas y supervivientes, quienes organizan y participan activamente en proyecciones y coloquios de El silencio de otros tanto dentro como fuera de España, considerando el documental una importante herramienta para la visibilidad del movimiento memorialista. Algunos de estos protagonistas y querellantes además han acompañado a los directores a festivales como la Berlinale, Sheffield Doc Fest o SEMINCI y estrenos en París, Toronto, Nueva York, Los Ángeles o Beirut. También acudieron a la gala de los Premios Goya junto con los directores, quienes dedicaron el galardón a “las miles de víctimas y supervivientes de la dictadura franquista, las que se nos han ido y las que luchan día a día, hoy, por su derecho a la justicia y a la verdad”. Horacio Sáinz, uno de los protagonistas describía el momento en la revista de la Academia de Cine: “cuando la pareja de presentadores gritó “¡El silencio de otros!”, saltamos felices, igual que en otros puntos de España y del mundo hicieron muchos miles de mujeres y hombres de todas las edades y procedencias que se sienten representados por la historia que la película narra de forma magistral”. Otra de las protagonistas, Paqui Maqueda, destacaba que se sentía “muy orgullosa de este tremendo y potente trabajo, de este hermoso proyecto colectivo, de este grito contra la impunidad que supone el documental”, en un artículo publicado en el Portal de Andalucía en el que enumeraba “los motivos por las que personalmente y como activista de la memoria histórica esta película es merecedora de cuantas distinciones y premios se le han otorgado”.
El silencio de otros fue emitida en abierto en La 2 de RTVE el 4 de abril de 2019 en horario prime time, obteniendo una audiencia de 951.000 espectadores y convirtiéndose en el documental más visto de la cadena desde 2014. Tras la emisión, víctimas, supervivientes y querellantes lanzaron una petición en la plataforma Change.org para pedir la modificación de la Ley de Amnistía de 1977 que ya supera las 150.000 firmas.
Se ha estrenado en cines de Estados Unidos, Francia, Portugal, Brasil y España, participado en más de 100 festivales (incluido el festival itinerante mexicano Ambulante creado por Gael García Bernal y Diego Luna), y ha sido proyectada en más de 45 países en todos los continentes.

## Controversias
La película se basa en reforzar el concepto de "víctima", ignorando el papel político de los asesinados durante la guerra y la dictadura. Presta especial atención a la exhumación de una fosa común en el cementerio de Guadalajara, donde se buscaba el cuerpo de Timoteo Mendieta. Pero no hubo justicia en ese proceso. Fue una exhumación realizada bajo una orden judicial de "traslado de restos" a petición de uno de sus familiares. Esto  fue criticado por otros familiares y por el Foro por la Memoria. Además, en una escena en la que se abre la fosa, un técnico le dice a la hija de Timoteo Mendieta "este es tu padre", identificando el cuerpo a ojo, sin necesidad siquiera de protocolo científico. La escena era falsa; los huesos mostrados en esa toma e indicados por el técnico de la ARMH no sólo eran los de Timoteo Mendieta, sino que ni siquiera estaba en esa fosa. Sus huesos fueron encontrados en otra fosa común un año después. Por ello, además de ocultar que no hubo ningún proceso judicial más allá de un "traslado de restos", se criticó que se generaran grandes expectativas para otros familiares de víctimas del franquismo. Podrían creer que es tan fácil encontrar sus cuerpos cuando el número de identificaciones es bajo.

## Premios y nominaciones
| Año  | Categoría                                                  | Premio / Festival                                                    | País            | Resultado   |
| ---- | ---------------------------------------------------------- | -------------------------------------------------------------------- | --------------- | ----------- |
| 2020 | Mejor Documental                                           | Premios Emmy                                                         | Estados Unidos  | Ganadora    |
| 2020 | Mejor Documental Político                                  | Premios Emmy                                                         | Estados Unidos  | Ganadora    |
| 2019 | Mejor Película Documental                                  | Premios Goya                                                         | España          | Ganadora    |
| 2019 | Mejor Película Documental                                  | Premios Platino                                                      | -               | Ganadora    |
| 2019 | Mejor Película Documental                                  | Premios Cinematográficos José María Forqué                           | España          | Ganadora    |
| 2019 | Mejor guion de Largometraje Documental                     | ALMA Sindicato de Guionistas                                         | España          | Ganadora    |
| 2019 | Premio Jurado Joven                                        | XVI Muestra de Cine y Derechos Humanos de Zaragoza                   | España          | Ganadora    |
| 2019 | Mejor Largometraje Documental                              | Premios Óscar                                                        | Estados Unidos  | Prenominada |
| 2019 | Mejor Película Documental                                  | Premios Feroz                                                        | España          | Nominada    |
| 2019 | Premio Spotlight                                           | Cinema Eye Honors                                                    | Estados Unidos  | Nominada    |
| 2018 | Premio del público a Mejor Documental (Sección Panorama)   | Festival Internacional de Cine de Berlín                             | Alemania        | Ganadora    |
| 2018 | Premio Cine por la Paz                                     | Festival Internacional de Cine de Berlín                             | Alemania        | Ganadora    |
| 2018 | Premio del Jurado                                          | Sheffield International Documentary Festival                         | Reino Unido     | Ganadora    |
| 2018 | Premio Mejor Película Extranjera de No Ficción             | Traverse City Film Festival                                          | Estados Unidos  | Ganadora    |
| 2018 | Número 2 Favorito del público                              | IDFA, Festival Internacional de Cine de Ámsterdam                    | Países Bajos    | Ganadora    |
| 2018 | Top 10 Favoritos del Público                               | Hot Docs - Festival Internacional de Documental de Canadá            | Canadá          | Ganadora    |
| 2018 | Premio de Justicia Social Victor Rabinowitz & Joanne Grant | Festival Internacional de Cine de los Hamptons                       | Estados Unidos  | Ganadora    |
| 2018 | Mejor Película Documental                                  | Festival Internacional de Cine de Santa Fe                           | Estados Unidos  | Ganadora    |
| 2018 | Mejor Película "Testimonio Político"                       | Festival Internacional de Documental de Ji.Hlava                     | República Checa | Ganadora    |
| 2018 | Mención Especial del Jurado, Documental Creativo           | Festival Internacional de Cine y Foro de Derechos Humanos de Ginebra | Suiza           | Ganadora    |
| 2018 | Premio del Público                                         | Festival de Cine Favourites Berlín                                   | Alemania        | Ganadora    |
| 2018 | Mejor Película Documental                                  | Festival de Cine Evolution Mallorca                                  | España          | Ganadora    |
| 2018 | Premio Salvador Allende                                    | Festival de las Libertades                                           | Bélgica         | Ganadora    |
| 2018 | Premio Federación Internacional de Derechos Humanos        | Festival de las Libertades                                           | Bélgica         | Ganadora    |
| 2018 | Premio del Público                                         | Festival de Cine de Derechos Humanos Free Zone Belgrado              | Serbia          | Ganadora    |
| 2018 | Mejor Largometraje Documental                              | Festival Internacional de Cine de Kobanê                             | Siria           | Ganadora    |
| 2018 | Premio del Jurado al Mejor Documental                      | Festival Internacional de Cine de Brasil                             | Brasil          | Ganadora    |
| 2018 | Premio del Público a la Mejor Película                     | Festival Internacional de Cine de Brasil                             | Brasil          | Ganadora    |
| 2018 | Premio de la Crítica José Carlos Avelar                    | Festival Internacional de Cine de Brasil                             | Brasil          | Ganadora    |
| 2018 | Premio Stefan Jarl                                         | Tempo Documentary Festival                                           | Estados Unidos  | Ganadora    |
| 2018 | Premio Pare Lorentz                                        | Asociación Internacional de Documental                               | Estados Unidos  | Ganadora    |
| 2018 | Premio de la Crítica                                       | Festival Internacional de Cine Político                              | Francia         | Ganadora    |
| 2018 | Mejor Película Documental                                  | Festival Human Rights Wrong Oslo                                     | Finlandia       | Ganadora    |
| 2018 | Premio del Público Peter Wintonick                         | Festival Documental de Tesalónica                                    | Grecia          | Ganadora    |
| 2018 | Mejor Película Documental                                  | Festival de Cine y Derechos Humanos de Madrid                        | España          | Ganadora    |
| 2018 | Mención Especial - Mejor Documental                        | Premios Take One                                                     | Estados Unidos  | Ganadora    |
| 2018 | Mejor Documental Europeo                                   | Premios del Cine Europeo                                             | Unión Europea   | Nominada    |
| 2018 | Mejor Película                                             | Asociación Internacional de Documental                               | Estados Unidos  | Nominada    |
| 2018 | Selección Premio LUX                                       | Premio LUX de Cine del Parlamento Europeo                            | Bélgica         | Incluida    |